# Sântana de Mureș
Sântana de Mureș ou Maroszentana en hongrois (Sankt Anna an der Mieresch en allemand) est une commune roumaine du județ de Mureș, dans la région historique de Transylvanie et dans la région de développement du Centre.

## Géographie
La commune de Sântana de MureȘ est située dans le centre du județ, sur la rive gauche du Mureș, dans les collines de Mădărăș. La commune est située à 6 km au nord de Târgu Mureș, le chef-lieu du județ et elle fait partie de son agglomération.
La municipalité est composée des quatre villages suivants (population en 2002) :
- Bărdești (419) ;
- Chinari (635) ;
- Curteni (932) ;
- Sântana de Mureș (2 280), siège de la municipalité.

## Histoire
La première mention écrite du village date de 1332 sous le nom de Sancta Anna.
La commune de Sântana de Mureș a appartenu au royaume de Hongrie, puis à l'empire d'Autriche et à l'Empire austro-hongrois.
En 1876, lors de la réorganisation administrative de la Transylvanie, elle a été rattachée au comitat de Maros-Torda.
La commune de Sântana de Mureș a rejoint la Roumanie en 1920, au traité de Trianon, lors de la désagrégation de l'Autriche-Hongrie. Après le deuxième arbitrage de Vienne, elle a été occupée par la Hongrie de 1940 à 1944, période durant laquelle sa petite communauté juive fut exterminée par les nazis. Elle est redevenue roumaine en 1945.

## Politique
Le conseil municipal de Sântana de Mureș compte 13 sièges de conseillers municipaux. À l'issue des élections municipales de juin 2008, Gheorghe Raduly (UDMR) a été élu maire de la commune.
| Parti                                      | Nombre de conseillers |
| ------------------------------------------ | --------------------- |
| Union démocrate magyare de Roumanie (UDMR) | 6                     |
| Parti social-démocrate (PSD)               | 5                     |
| Parti démocrate-libéral (PD-L)             | 2                     |

## Religions
En 2002, la composition religieuse de la commune était la suivante :
- Chrétiens orthodoxes, 43,83 % ;
- Réformés, 43,48 % ;
- Adventistes du septième jour, 6,37 % ;
- Catholiques romains, 2,53 % ;
- Pentecôtistes, 1,40 %.

## Démographie
En 1910, la commune comptait 1 518 Roumains (52,44 %) et 1 329 Hongrois (45,91 %).
En 1930, on recensait 1 453 Roumains (48,63 %), 1 444 Hongrois (48,33 %), 32 Juifs (1,07 %) et 58 Tsiganes (1,94 %).
En 2002, 1 887 Roumains (44,23 %) côtoient 1 984 Hongrois (46,50 %) et 391 Tsiganes (9,16 %). On comptait à cette date 1 834 ménages et 1 910 logements.
| 1850  | 1880  | 1900  | 1910  | 1930  | 1956  | 1977  | 1992  | 2002  |
| ----- | ----- | ----- | ----- | ----- | ----- | ----- | ----- | ----- |
| 1 837 | 1 854 | 2 565 | 2 895 | 2 988 | 3 362 | 4 316 | 3 595 | 4 266 |

| 2007  | - | - | - | - | - | - | - | - |
| ----- | - | - | - | - | - | - | - | - |
| 4 676 | - | - | - | - | - | - | - | - |

## Économie
L'économie de la commune repose sur l'agriculture (horticulture, cultures maraîchères) et les activités commerciales.

## Lieux et monuments
- Sântana de Mureș, église réformée du XIIIe siècle avec des fresques du XIVe siècle.

- Chinari, église réformée du XIVe siècle.